# Телесто (спътник)
Телесто е естествен спътник на Сатурн. Известен е още под името Сатурн 13. Спътникът е открит през 1980 г. при наземни наблюдения от екип астрономи, включващ Брадфорд Смит, Хардолд Рейтсима, Стивън Ларсон и Джон Фонтен. При откриването му е дадено предварителното означение 1980 S 13. Спътникът носи името на фигурата от древногръцката митология Телесто.
Телесто е коорбитален с Тетида. Спътникът се намира на водещата точка на Лагранж (L4). Калипсо се намира в задната точка на Лагранж (L5).
Апаратът Касини-Хюйгенс заснема Телесто на 11 октомври 2005 г. Установена е гладка повърхност, със сравнително малко кратери.